# Sebastiaan Bornauw
Sebastiaan Bornauw (Wemmel, 22 de marzo de 1999) es un futbolista belga que juega en la demarcación de defensa para el Leeds United F. C. de la Premier League.

## Biografía
Tras empezar a formarse como futbolista con el Wydad Athletic Club y posteriormente con el R. S. C. Anderlecht, finalmente subió al primer equipo en 2018, haciendo su debut el 28 de julio de 2018 en un encuentro de la Primera División de Bélgica contra el K. V. Kortrijk, que finalizó con un resultado de 1-4 a favor del conjunto de Anderlecht. Tras un año en el primer equipo del conjunto malva, el 6 de agosto de 2019 fue traspasado al 1. F. C. Colonia, donde jugó durante dos temporadas antes de ser traspasado al VfL Wolfsburgo. Con este último participó en cien encuentros, algunos de los cuales en la Liga de Campeones.
El 1 de julio de 2025 se marchó a Inglaterra para jugar en el Leeds United F. C. las siguientes cuatro temporadas.

## Selección nacional
Tras haber sido internacional en categorías inferiores, el 8 de octubre de 2020 debutó con la selección absoluta de Bélgica en un amistoso ante Costa de Marfil que finalizó en empate a uno.

## Clubes
| Club                | País       | Año       | Partidos | Goles |
| ------------------- | ---------- | --------- | -------- | ----- |
| R. S. C. Anderlecht | Bélgica    | 2018-2019 | 29       | 1     |
| 1. F. C. Colonia    | Alemania   | 2019-2021 | 57       | 7     |
| VfL Wolfsburgo      | Alemania   | 2021-2025 | 96       | 4     |
| Leeds United F. C.  | Inglaterra | 2025-     |          |       |